# A Bathing Ape

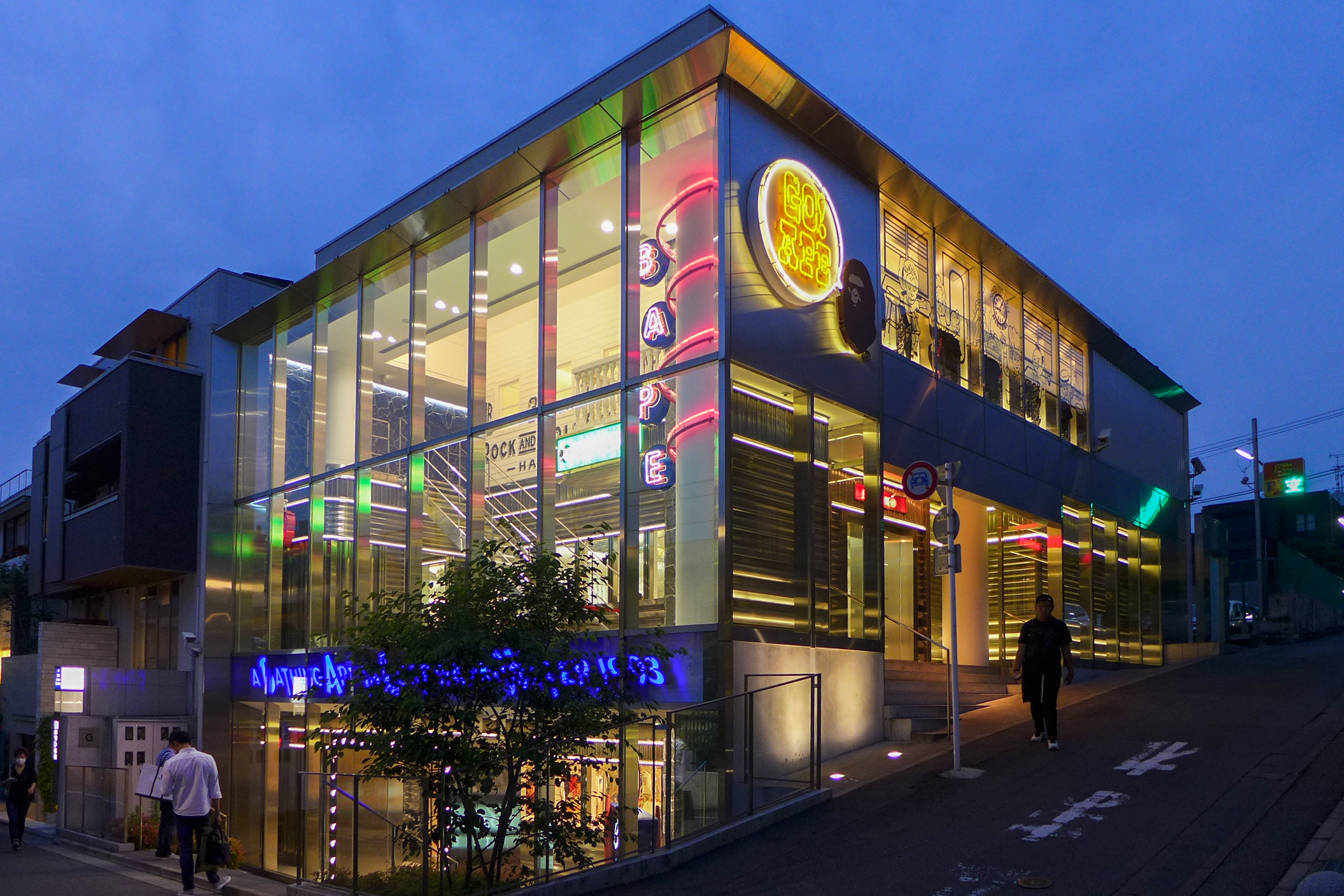
Loja da Bape em Harajuku, Tóquio

A Bathing Ape, mais conhecido como BAPE, é uma marca de moda japonesa fundada por Tomoaki Nagao (Nigo) em 1993, no bairro de Ura-Harajuku, Tóquio. A marca é especializada em moda de rua (streetwear) com roupas para homens, mulheres e crianças. Possui 19 lojas no Japão. Uma das lojas da marca em Kyoto possuía também a Bape Gallery, um espaço que era utilizado para eventos e exposições de arte patrocinadas pela Bape, mas hoje encontra-se permanentemente fechada.
A Bape possui uma ampla variedade de lojas na Ásia, em cidades como Hong Kong, Taipei, Pequim, Xangai, Guangzhou, Chengdu, Qingdao, Shenyang, Seul e Cingapura e mais recentemente em cidades cosmopolitas do ocidente, como Nova York, Londres, Paris, Miami e Los Angeles .
Anteriormente a Bape também operava alguns negócios em outros segmentos, como o salão de beleza Bape Cuts e a cafeteria Bape Café. Em 2011, a Bape foi vendida para o IT Group, um conglomerado de moda de Hong Kong por cerca de US$ 2,8 milhões. Nigo deixou a marca em 2013.

## História
Nigo, fundador e ex-proprietário da Bape, cita sua mãe e seu pai como grandes influências no desenvolvimento de sua personalidade. Seu apelido significa "número dois" em japonês e foi influenciado por artistas como Elvis, The Beatles e grupos de hip-hop como Beastie Boys e Run D.M.C.
Após estudar edição de moda na faculdade, ele trabalhou como editor e estilista na revista Popeye, uma revista japonesa de tiragem mensal voltada para o público masculino. Depois de pegar emprestado quatro milhões de ienes de um conhecido, ele abriu a sua primeira loja, "Nowhere" em conjunto com o designer de moda Jun Takahashi, em abril de 1993, na cidade de Tóquio.
A primeira marca própria de roupas de Nigo foi batizada de "Planet of the Apes" ("Planeta dos Macacos", em homenagem ao filme de sucesso da década de 70). De acordo com Nigo, o nome "BAPE" é uma referência à expressão "A Bathing Ape in Lukewarm Water" ("um macaco tomando banho em águas mornas", em tradução livre) - isso porque os japoneses geralmente tomam banhos de água diariamente em temperaturas quentes, acima de 40 °C. Assim, tomar banho em água morna significa que se ficou tanto tempo no banho que a água esfriou. Esta é uma referência irônica à geração dos jovens ricos do Japão, os próprios clientes da marca.
Para expor a marca, durante dois anos a Bape roduziu de 30 a 50 camisetas por semana, vendendo uma parte e dando outras para amigos, como ao músico japonês Cornelius que as usava em suas apresentações.
Em 1997, Nigo estreou no mundo da música ao lançar o seu primeiro álbum, Ape Sounds. Ele também é coproprietário e designer-chefe das marcas de roupas Billionaire Boys Club e Ice Cream, ambas em parceria com Pharrell Williams .
Em 1º de fevereiro de 2011, foi anunciado que A Bathing Ape havia sido vendido para o IT Group, um conglomerado de moda de Hong Kong. A IT comprou uma fatia de 90% da marca, em uma transação de cerca de HK$ 21.850.000 (aproximadamente US$ 2,8 milhões). Após a venda, Nigo permaneceu à frente como Diretor de Criação durante dois anos, até deixar o cargo em maio de 2013.